# Dècada del 60

## Esdeveniments
- Primera guerra Judeoromana (67-73)
- Heró d'Alexandria construeix una màquina de vapor. (data aproximada)[1]

## Personatges destacats
- Neró, emperador romà (54-68), el darrer de la dinastia julioclàudia.
- Galba, emperador romà (67-68).
- Marc Salvi Otó, emperador romà (68-69).
- Vitel·li, emperador romà (69-69).
- Vespasià, emperador romà (69-79).
- Sèneca (4-65), filòsof romà, polític, dramaturg.
- Pau de Tars (c. 10-65), divulgà el cristianisme per l'Àsia Menor.
- Sant Pere, un dels dotze apòstols de Jesús i el primer Cap del Cristianisme; ajusticiat a Roma cap a l'any 65.